# Accidente in itinere
En seguridad y salud laboral y derecho laboral, se denomina accidente in itinere al accidente ocurrido al trabajador durante el desplazamiento desde su domicilio hasta su lugar de trabajo, y viceversa. Se exceptúan aquellos casos en los que el trabajador haya interrumpido o modificado el trayecto por causas ajenas al trabajo, ya que se rompe el nexo causal. Dicho en otras palabras, el accidente de trabajo "in itinere" exige que ocurra en el camino de ida y vuelta al trabajo (elemento teleológico), que no se produzcan interrupciones entre el trabajo y el accidente (elemento temporal) y que se emplee el itinerario habitual (elemento geográfico), mediante la utilización de medios y recorridos usuales (elemento de idoneidad).
Este tipo de accidente se asimila, en cuanto a sus consecuencias legales, a un accidente de trabajo como el que hubiera tenido lugar en el propio centro de trabajo, ya que se debe a la necesidad del trabajador de desplazarse con motivo de su empleo.
Por lo que el trabajador tiene una cobertura a la contingencia al igual que si esta hubiera ocurrido en ocasión del trabajo
In itinere es una locución latina que significa "en el camino". Se refiere por tanto a un suceso o hecho que trascurre en el trayecto entre dos puntos.

## Historia
La Revolución Industrial marca un punto de inflexión en la historia, modificando e influenciando todos los aspectos de la vida cotidiana de una u otra manera. La producción tanto agrícola como de la naciente industria se multiplicó a la vez que disminuía el tiempo de producción. A partir de 1800 la riqueza y la renta per cápita se multiplicó como no lo había hecho nunca en la historia, pues hasta entonces el PIB per cápita se había mantenido prácticamente estancado durante siglos. En palabras del premio Nobel Robert Lucas.
Aún sigue habiendo discusión entre historiadores y economistas sobre las fechas de los grandes cambios provocados por la Revolución Industrial. El comienzo más aceptado de lo que podríamos llamar Primera Revolución Industrial, se podría situar a finales del siglo XVIII, mientras su conclusión se podría situar a mediados del siglo XIX, con un período de transición ubicado entre 1840 y 1870. [fuente requerida]

## Determinación de la calificación
La calificación de un accidente como in itinere requiere una valoración de las circunstancias del caso (determinación de cuál es el trayecto más directo, si hay concordancia entre la hora del accidente y el horario de entrada y salida del trabajo, etc.) que puede dar lugar a soluciones controvertidas. El trabajador que sufre un accidente de este tipo, que mayoritariamente es de tráfico, tiene todos los derechos que derivan de un accidente laboral a menos que haya mediado culpa grave del trabajador.
Otros tipos de causas aparte del accidente de tráfico pueden ser, por ejemplo, sufrir una caída subiendo o bajando las escaleras por las que se accede a su vivienda o caminando en la calle.

## Causas más frecuentes que pueden provocar un accidentein itinere
Son las mismas que para cualquier accidente de tránsito:
- Exceso de velocidad.[6]
- Conducir con sueño o bajo los efectos de medicamentos o del alcohol.
- No guardar las distancias de seguridad adecuadas con el vehículo que lo precede en el camino.
- Conducir un vehículo con fallas mecánicas o de mantenimiento.
- No llevar el casco puesto si se conduce motocicleta o si se va de acompañante en la misma.
- No llevar abrochado el cinturón de seguridad si conduce automóvil.
- Conducir si está cansado.
- Conducir distraído.
- No respetar las leyes de tránsito.

Sin olvidarnos, claro está, de cualquier complicación surgida por causas climatológicas (hielo, niebla) o por deficiencias en el trazado de la vía (error en el peralte, asfalto deslizante), por ejemplo.